# Maqsudbeyk-Moschee
Die Maqsudbeyk-Moschee (persisch مسجد مقصودبیک Masdsched-e Maghsudbeyk [mæsd͡ʒɛd ɛ mæɢsudbɛjc]) ist eine historische Moschee in Isfahan, Iran, die zu den prachtvollsten der Ära der Safawiden zählt. Sie liegt nahe dem nordöstlichen Eck des Naqsch-e-Dschahan-Platzes.
Die Moschee wurde im Jahre 1602 auf Befehl Maqsudbeyks, eines wohlhabenden Statthalters am Hof Abbas I., erbaut.
Eine Inschrift im Mihrab der Moschee gilt als Kunstwerk des Kalligraphen der Safawiden-Ära, Alireza Abbassi. Nachdem Abbas I. mit der Inschrift zufrieden war, habe er Alireza Abbassi mit den Inschriften der Scheich-Lotfollah-Moschee beauftragt. Hinter der Eingangshalle der Moschee in einem kleinen Gemach befindet sich das Grab Mir Emads, des Konkurrenten Alireza Abbassis.